# Aloe sabaea
Aloe sabaea es una especie de planta suculenta del género Aloe. Es originaria de la Península arábiga.

## Descripción
Aloe sabaea tiene tallo erguido, simple que alcanza una longitud de hasta 5 metros y un diámetro de 10 centímetros. Las cerca de 16 hojas lanceoladas forman densas rosetas. Las hojas inferiores se doblan hacia abajo, son de color  gris de 60 a 80 centímetros de largo y 15 de ancho a 10 centímetros de ancho. Los dientes son suaves, de ligero color rosa a rosa brillante,  se encuentran en el margen cartilaginoso y miden de 1 a 1,5 milímetros de largo y de 5 a 10 milímetros de distancia. La inflorescencia consta de ocho ramas y alcanza una longitud de unos 90 centímetros. Las flores son escarlatas a marrón rojizo, de 22 a 30 milímetros de largo y redondeadas en la base.

## Taxonomía
Aloe sabaea fue descrita por Georg August Schweinfurth y publicado en ii. App. ii. 74, en el año 1894.
Etimología
Ver: Aloe
sabaea: epíteto geográfico que alude a su localización en el antiguo Reino de Saba.
Sinonimia
- Aloe gillilandii Reynolds[4]